# Afgoia
Afgoia is een geslacht van wantsen uit de familie van de Reduviidae (Roofwantsen). Het geslacht werd voor het eerst wetenschappelijk beschreven door Linnavuori in 1976.

## Soorten
Het genus bevat de volgende soorten:

- Afgoia arkheana Linnavuori, 1976
- Afgoia malakal Linnavuori, 1976